# Fritz Marquardt (Schausteller)

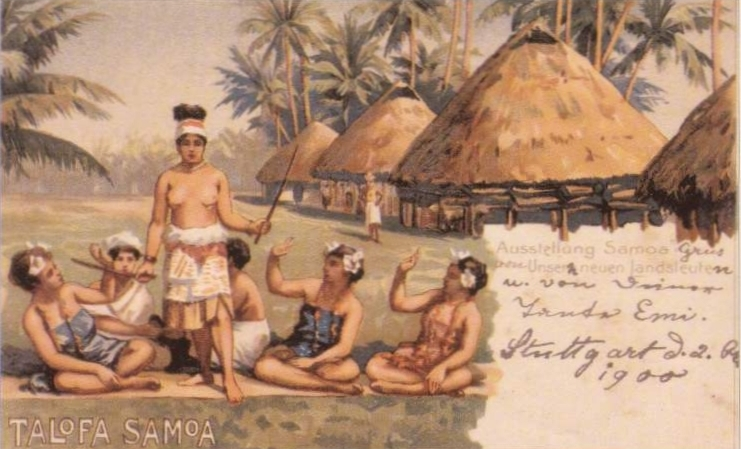
Postkarte der Samoa-Völkerschau im Tiergarten Nill in Stuttgart (1900)

Fritz Marquardt (* 1862 in Wesel; † nach 1912) war ein Völkerschau-Impresario und stieg in der Kolonie Deutsch-Samoa bis zum Polizeichef auf.
Durch seine Aufenthalte auf Samoa und seine mit seinem Bruder Carl meist gemeinsam veranstalteten Samoa-Völkerschauen und den Transfer von samoanischen Kulturgütern für Museen trug er viel zum Bild von Samoa im Deutschen Kaiserreich und darüber hinaus bei.

## Frühes Leben
Fritz Marquardt ging in Berlin zur Schule und in die Lehre, danach arbeitete in einer Zeitung und er dürfte beim Militär gewesen sein. Fritz hatte zwei Brüder, Carl, mit dem er teilweise bei Völkerschauen und Sammlungen zusammenarbeitete, und Gustav. Gustav Marquardt soll auch an den Völkerschauen beteiligt gewesen sein.

## Samoa

### Angestellter und Militärausbilder
1887 kam Fritz Marquardt in Samoa an. Er war dort bei der Deutschen Handels- und Plantagen-Gesellschaft beschäftigt, bis er auf die Insel Tonga auf eine Vieh- und Pferdestation versetzt wurde. Als diese Station geschlossen wurde, reiste er nach Sydney, kam aber bald darauf nach Samoa zurück. Dort warb ihn Eugen Brandeis, ein deutscher Kolonial-Verwaltungsbeamter und früherer Militär, als Militärausbilder an. Brandeis war seinerzeit Berater des mit deutscher Unterstützung an die Macht gekommenen Königs Tamasese. Fritz betreute die Militärtruppe des Königs drei Monate lang in den bürgerkriegsähnlichen Auseinandersetzungen, die zwischen lokalen Gruppierungen und den jeweiligen europäisch-amerikanischen Unterstützern stattfanden. Die Samoa-Konferenz beschloss im Jahr 1888, König Tamasese abzusetzen, und der frühere König kam an die Macht zurück. Fritz Marquardt floh daraufhin auf dem deutschen Postschiff Lübeck. Bei seiner Rückkehr auf Samoa erhob Fritz im Jahr 1890 eine Entschädigungsforderung auf sechs Monate Gehalt beim deutschen Konsul.

### Zollbeamter, Polizeichef und Impresario
Nachdem für Samoa eine Dreimächteregierung von Großbritannien, USA und dem Deutschen Kaiserreich gebildet worden war, erhielt Fritz Marquardt von dieser Regierung eine Anstellung als Zollbeamter für die einlaufenden Schiffe. Von diesem Amt trat er nach zwei Wochen zurück, nachdem er die aufständischen Samoaner dazu bewegte, ohne Gegenwehr in ihre Dörfer zurückzukehren. Im Jahr 1892 erfolgte seine Ernennung zum Polizeisergeant. Er führte zahlreiche strenge Maßnahmen ein, wobei die Einführung von Auspeitschen bei geringen Anlässen zu öffentlichen Diskussionen führte und nach Protesten zurückgenommen werden musste. 1894 wurde er zum „Chef of Police“ („Polizeichef“) ernannt. Von diesem Amt trat er im Jahr 1895 zurück, um mit einem Bruder die erste Samoa-Völkerschau mit dem Titel „Samoanische Mädchenschönheiten“ vorzubereiten.
Als er wieder aus dem Kaiserreich zurückgekehrt war, wurde er als Verwalter der Villa Vailima von dem Kunstmäzen Gustav Kunst angestellt. Gustav Kunst hatte sich auf Samoa und Hawaii niedergelassen und die Villa Vailima erworben, in der Robert Louis Stevenson seine letzten Lebensjahre verbracht hatte. 1899 heiratete Fritz Marquardt die samoanisch-französisch Marie Denise Devère und kaufte eine Pflanzung in Vailoa. Diese Liegenschaft wurde in dem im Jahr 1899 aufkommenden bewaffneten Konflikt zwischen den drei Kolonialmächten von plündernden Truppen beschädigt und von den amerikanischen Streitkräften bombardiert, sie war danach weitgehend zerstört.
Für Fritz Marquardt folgte 1899 die Ernennung zum Friedensrichter. Als es zur Auseinandersetzung der drei Kolonialmächte um die Auslegung des Samoa-Vertrag kam, wurde auch Fritz Marquardt darin verwickelt. Er sperrte den damaligen obersten Richter, den Amerikaner Chambers, auf Weisung des turnusgemäß eingesetzten Munizipalpräsidenten Johannes Raffel vom Zutritt des Munizipal-Gerichtsgebäudes aus. Daraufhin wurde er von den Amerikanern verhaftet und drei Monate lang auf einem Kriegsschiff und mit weiteren deutschen Siedlern interniert. Danach brach er erneut zu einer Völkerschau auf.
Nach seiner Rückkehr arbeitete Fritz wieder für Gustav Kunst und führte Aufsicht über den Bau eines von Kunst finanzierten Krankenhauses in Motoʻotua. 1904 verkaufte Fritz seinen Besitz in Vailoa. Bis ins Jahr 1912 organisierte er weitere Völkerscharen im Deutschen Kaiserreich und im Dezember 1912 schiffte er sich in Richtung Hamburg ein, wo sich seine weitere Spur verliert.

## Völkerschauen
Fritz führte mit seinem Bruder Carl zahlreiche Samoa-Völkerschauen durch, des Weiteren auch zu Bevölkerungen aus Ländern, in denen sie nie gewesen waren. Inwieweit der Bruder daran beteiligt war, ist unklar. Völkerschauen mit Personen aus deutschen Kolonien waren seit 1901 im Deutschen Kaiserreich verboten, dennoch gelang es, den Brüdern Marquardt sie zu veranstalten, dabei nutzte Fritz seine Kontakte zu Regierungsstellen und auch die unklare Rechtslage der deutschen Schutzbefohlenen aus.
- „Samoaner“: 1896, 1897, 1900, 1901, 1904 und 1911
- „Tunis“ in der Völkerschau Gesamtbevölkerungsbild im Nördlichen Afrika (1905)
- „Futaneger“ (Sudan) (1905)
- „Wild-Afrika“ in Reichenberg (1906)
- „Afrika“ in der Deutschen Armee-, Marine- und Kolonialausstellung in Berlin-Friedenau (1907)[3]
- „Beduinendorf“ in der Ausstellung München (1908)
- „Sudanesendorf“ (1909)
- „Polynesier“ und „Afrikanisches Dorf“ (1910)
- „Beduinendorf“ (1912)
- „Die Menschenrassen des Niltals“ (1914)[1]

## Nachwirken
Im Jahr 1986 gab der Staat West-Samoa anlässlich eines Jahrestags seiner Unabhängigkeit eine Briefmarke mit dem Konterfei von Fritz Marquardt heraus.